# TRS-80 Color Computer
Il Radio Shack TRS-80 Color Computer, anche noto come Tandy Color Computer, soprannominato in seguito CoCo, è un home computer a 8 bit prodotto dalla Tandy Corporation e commercializzato nelle sue varianti dal 1980 al 1991.
Nonostante il nome possa far intendere una stretta parentela con la famiglia Radio Shack TRS-80, il CoCo in realtà è molto differente a livello hardware, usando un diverso processore, un Motorola 6809 al posto di uno Zilog Z80. Il processore, per l'epoca molto potente, era anche molto costoso: per questo i sistemi concorrenti come il Commodore VIC-20 e l'Atari 400 si affidavano al MOS 6502 che li rendeva economicamente più appetibili. Nonostante ciò, diverse altre scelte tecniche permisero di tenere i costi di produzione relativamente bassi per cui il CoCo fu messo in vendita a soli 399 dollari, permettendogli di competere con i suddetti computer.

## Storia

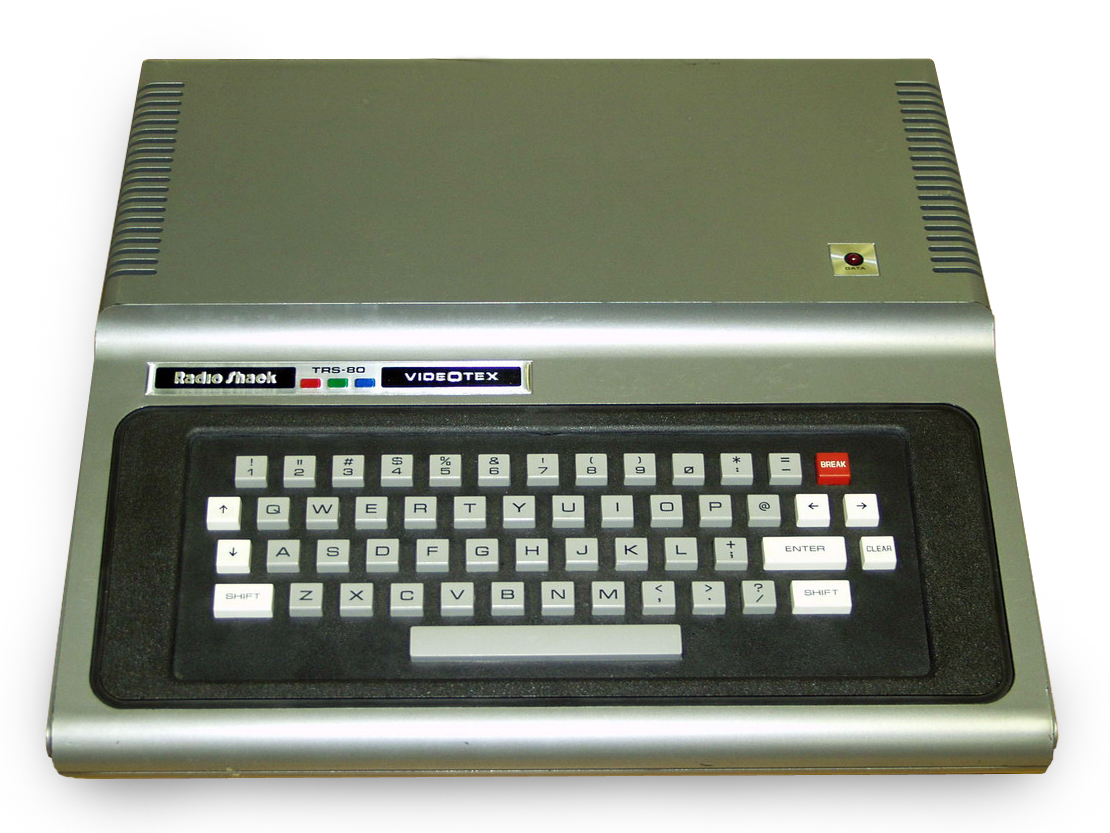
Radio Shack TRS-80 VideoTex Terminal

Verso la metà degli anni '70 del XX secolo Motorola e Tandy Corporation iniziarono una collaborazione atta alla produzione di un computer a basso costo. Nel 1977, poi, Tandy fu invitata a partecipare alla realizzazione di un sistema per la diffusione delle previsioni meteo: il progetto, denominato "Pollice Verde" (Green Thumb in lingua inglese) prevedeva la realizzazione di un terminale Videotex su cui gli agricoltori avrebbero potuto ricevere gli aggiornamenti meteorologici. Il terminale iniziò ad essere sviluppato in collaborazione con Motorola a partire dal 1978 e fu messo in commercio nel primo semestre del 1980: Motorola lo distribuì come AgVision mentre Tandy lo mise in vendita tramite la sua posseduta RadioShack come VideoTex Terminal. Il VideoTex Terminal usava il Motorola 6808 come CPU, il Motorola 6847 come controller video (VDC, da Video Display Controller) ed un chip appositamente sviluppato da Motorola, il Motorola 6883 SAM (da Synchronous Address Multiplexer), che integrava molte funzioni che erano necessarie per il funzionamento del sistema, tra cui la gestione degli accessi alla RAM da parte della CPU e del VDC. Il terminale poteva essere collegato ad un comune TV, permettendo di contenere i costi.
Il progetto del terminale fu usato anche come piattaforma per il previsto computer a basso costo. Nel 1979 Motorola presentò il 6809, una versione del 6800 pensata per competere con il MOS 6502 con alcuni registri interni a 16 bit, che fu adottata come CPU del nuovo sistema, che prese il nome di TRS-90 per differenziarlo dalla linea di computer TRS-80 basati sullo Zilog Z80. Poco prima della messa in commercio, però, fu deciso di abbandonare il nome di TRS-90 e di riprendere invece quello già noto di "TRS-80" dei modelli in commercio, aggiungendo la parola "Color" per indicare che questo computer era capace di generare grafica a colori.
Il 31 luglio 1980, circa 2 mesi dopo la presentazione del VideoTex Terminal, fu annunciato il TRS-80 Color Computer, che riprendeva l'aspetto del VideoTex Terminal, da cui si differenziava per l'eliminazione del modem interno e per l'aggiunta di diverse porte di I/O (tra cui quella per le cartucce ed i joystick).

## Versioni
Ci sono state 3 versioni del computer.

### Color Computer 1 (1980–1983)

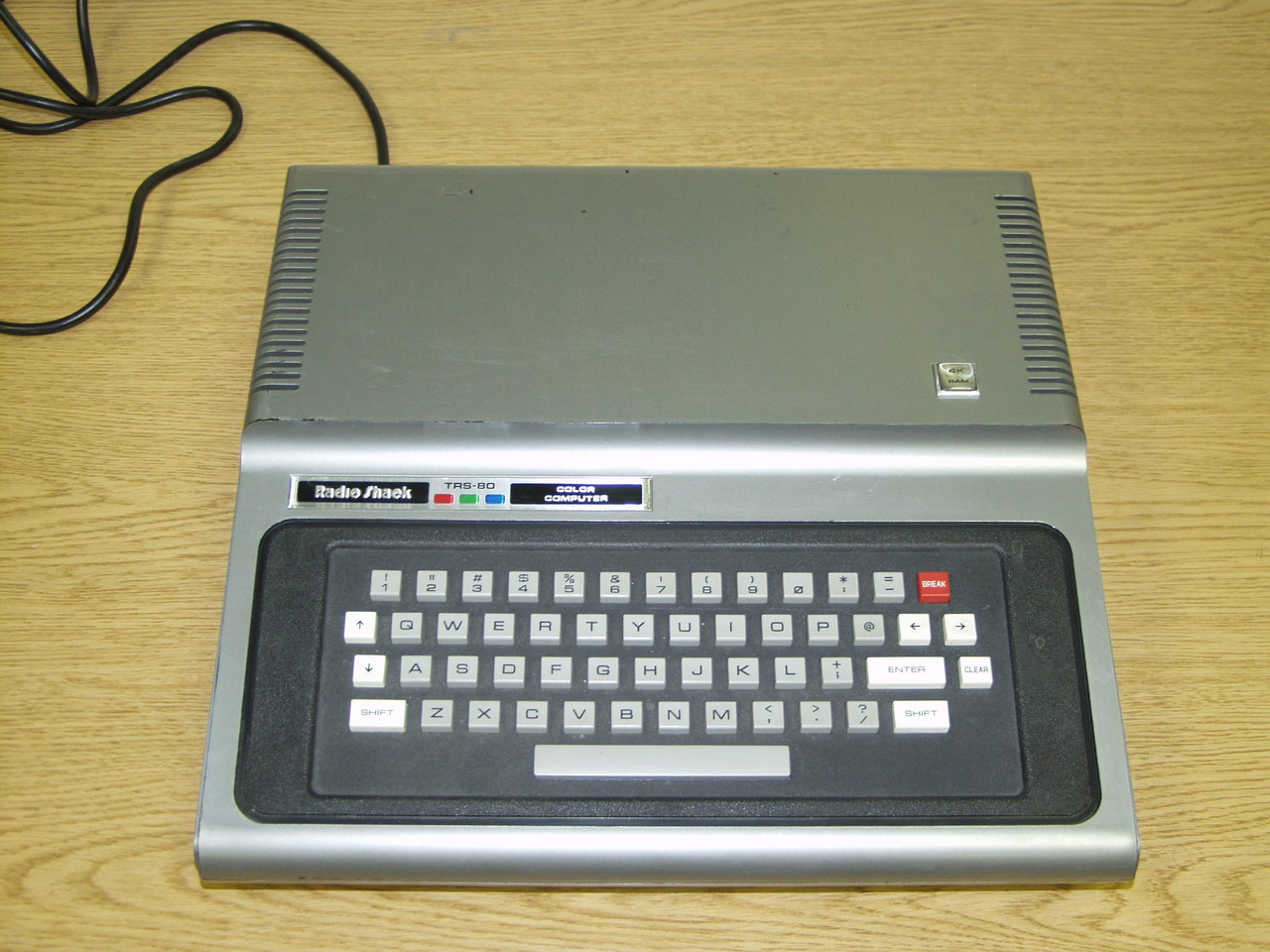
TRS-80 Color Computer del 1981 con 4 KB di RAM.

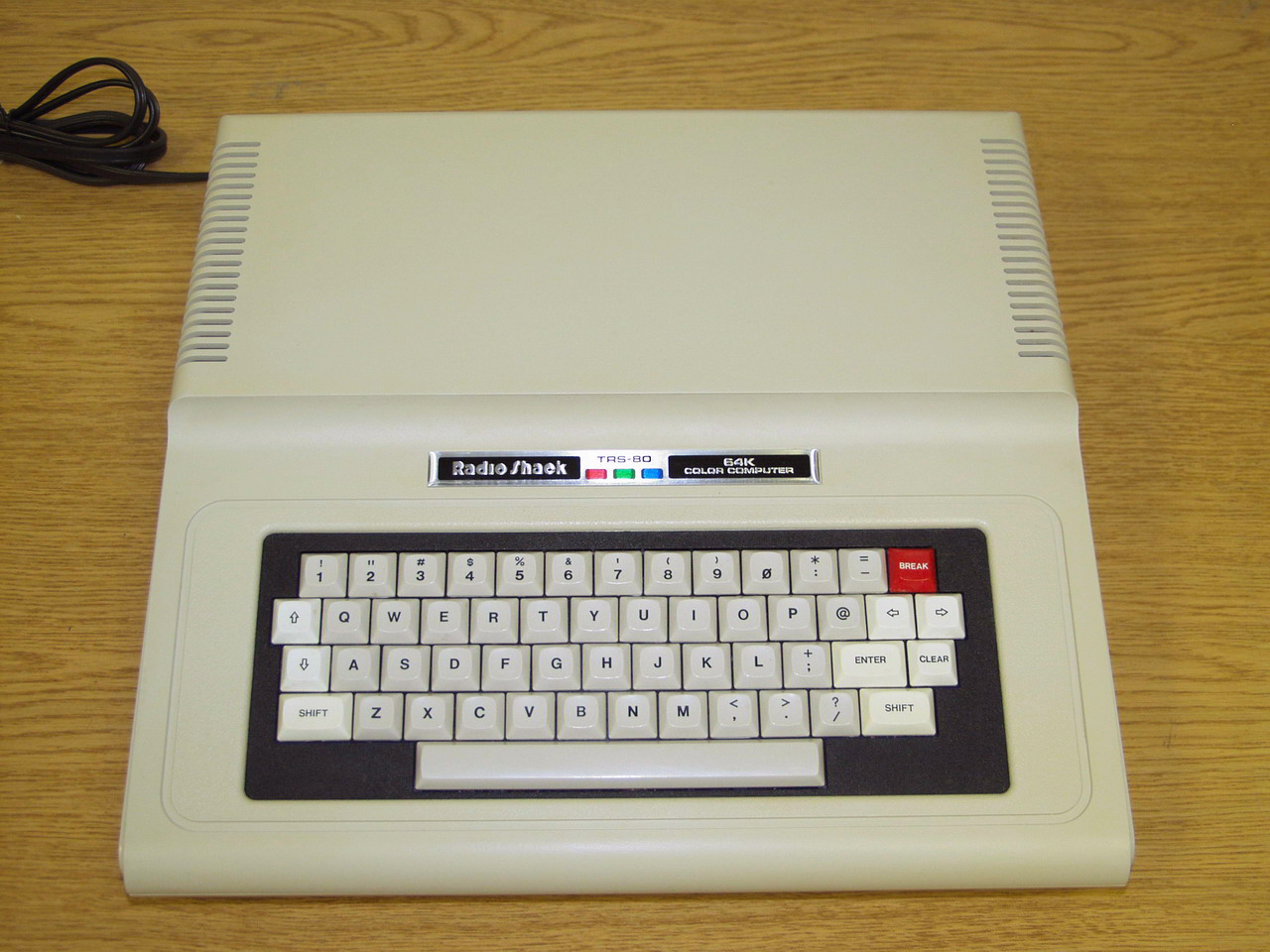
L'ultima versione del TRS-80 Color Computer 1ª serie, con case in plastica bianca e tastiera tradizionale.

Il modello base del TRS-80 Color Computer era dotato di 4 kB di RAM e 8 KB di ROM contenenti una versione del Microsoft BASIC specifica per quel computer che Tandy aveva denominato Color BASIC. Il prezzo di acquisto era di 399 dollari. Circa un mese dopo fu presentato il modello con 16 kB di RAM e l'Extended Color BASIC (contenuti in 16 kB di ROM), una versione del linguaggio con comandi addizionali, al prezzo di 599 dollari. Chi aveva acquistato il modello da 4 KB con il Color BASIC poteva acquistare la ROM con la nuova versione del linguaggio e l'espansione a 16 kB di RAM, necessari a far girare l'Extended Color BASIC, che offriva nuovi comandi per la gestione avanzata della grafica e del suono, supporto ai numeri in virgola mobile ed altre aggiunte. Nel 1982 Tandy mise in commercio il modello da 32 kB a 799 dollari, insieme al relativo kit di espansione per chi voleva portare a 32 kB il proprio computer. Nel 1983 il modello da 16 kB di RAM divenne quello base, venendo eliminato quello da 4 kB.
La memoria di massa predefinita erano le cassette a nastro, leggibili tramite un registratore da collegare direttamente al computer tramite l'apposita porta. Solo alla fine del 1981 fu presentata un'unità a dischi per 599 dollari, venduta in abbinamento ad un Program Pak contenente il Disk Extended Color BASIC, che aggiungeva all'Extended Color BASIC i comandi per l'accesso ai dischi, non presenti di serie nel computer. Verso la fine della commercializzazione del computer fu presentata una versione con un contenitore in plastica bianca ed una tastiera tradizionale con tasti rigidi, dotato di 64 kB di RAM. Contemporaneamente veniva tolto dal listino il modello da 32 kB.
Caratteristiche tecnice del primo modello:
- CPU: Motorola 6809E a 0,895 MHz
- Chip video: Motorola 6847:[8]
  - tavolozza di 9 colori
  - modalità testuale di 32×16 caratteri a 4 colori
  - diversi modi grafici, massima risoluzione 256×192 pixel a 2 colori
- Memoria:
  - RAM: 4 kB (espandibile)
  - ROM: 8 kB
- Software integrato:
  - Color BASIC 1.0
- Audio:
  - 1 canale mono, DAC a 6 bit
- Porte di espansione:
  - uscita TV
  - 1 porta per cartucce, denominate da Tandy "Program Pak"
  - 2 porte joystick
  - 1 porta per registratore a cassette (velocità di 1500 baud/s)
  - 1 porta RS-232
- Tastiera:
  - 53 tasti in gomma morbida

### Color Computer 2 (1983–1986)

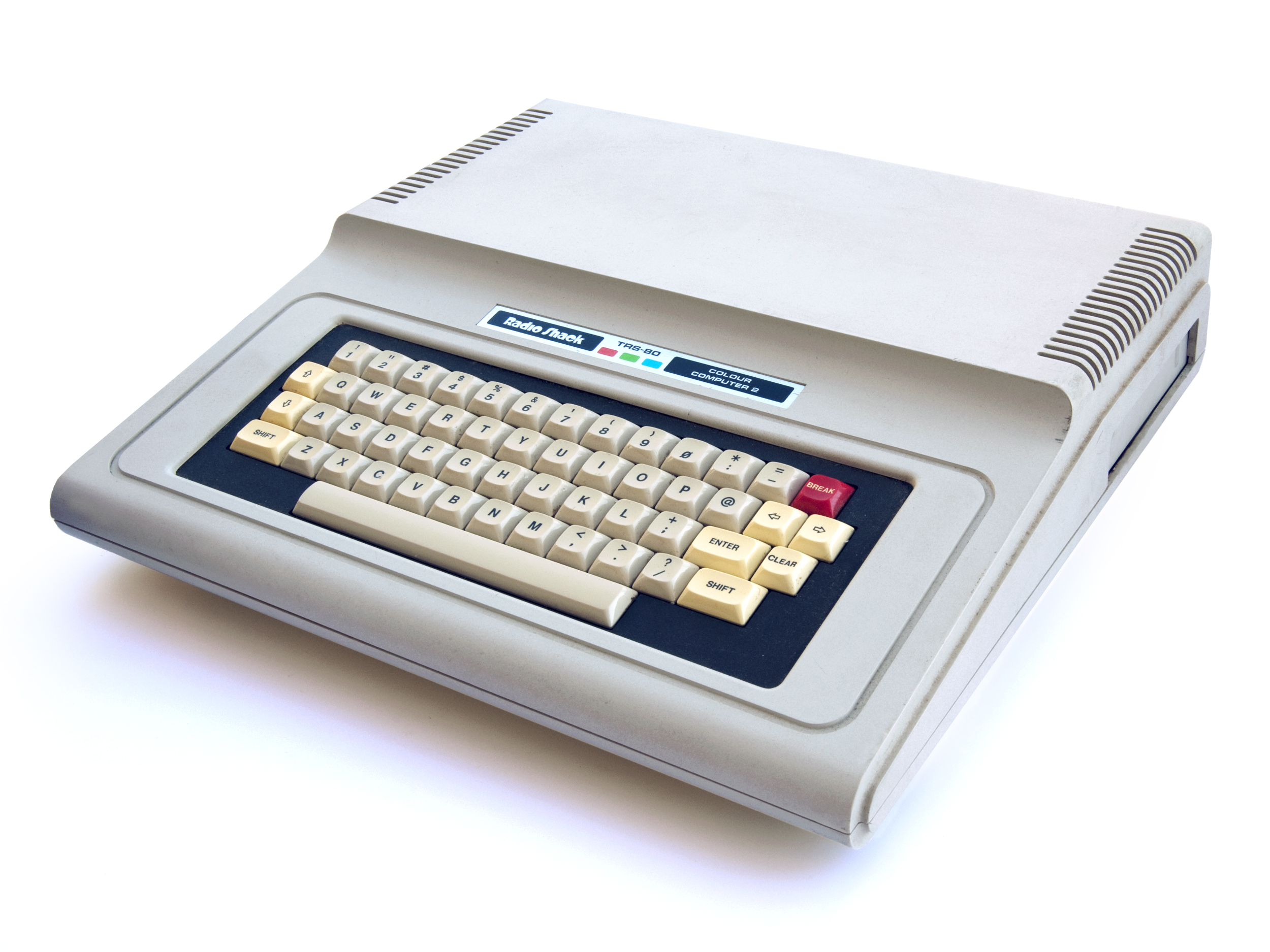
TRS-80 Color Computer 2

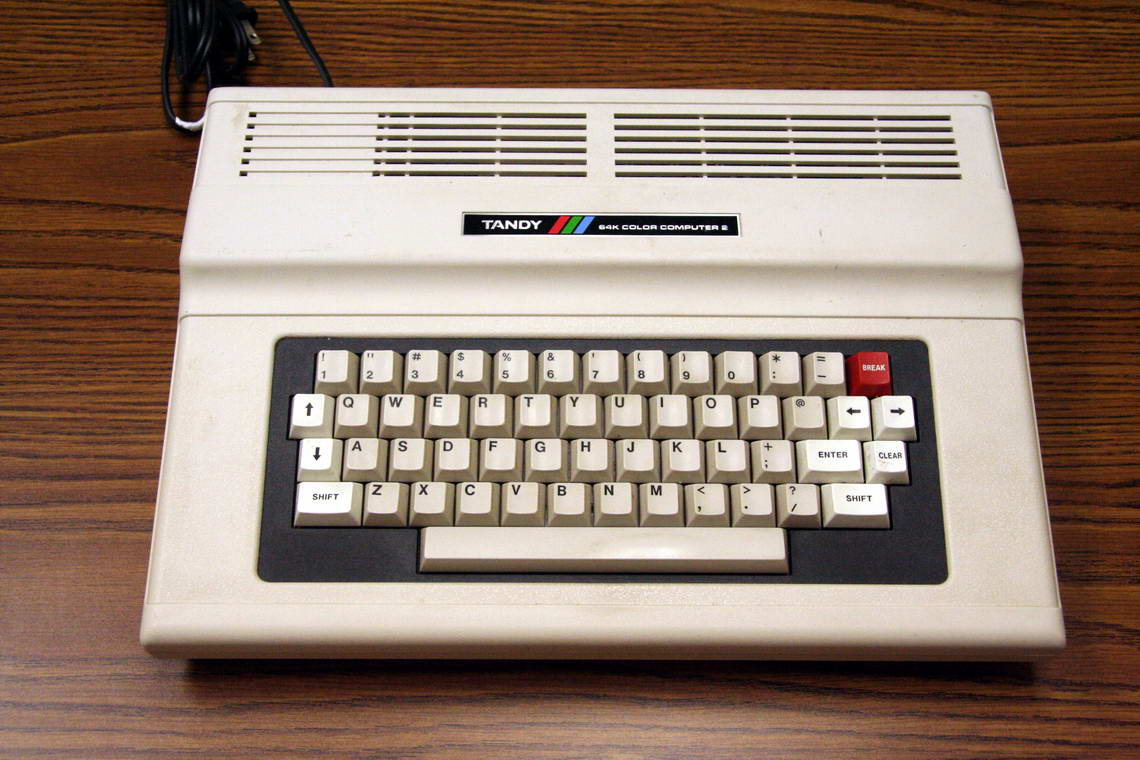
Tandy Color Computer 2

Il 2 settembre 1983 fu presentato il TRS-80 Color Computer 2. Il computer era funzionalmente identico al precedente modello da cui si differenziava per una scheda madre più compatta grazie alla quale fu possibile realizzare un corpo macchina del 25% meno profondo rispetto a quello della prima serie. Il BASIC integrato fu corretto per risolvere alcuni bug delle precedenti versioni.
Il CoCo 2 fu messo in vendita con 16/32/64 KB di RAM, a seconda della versione. I primi modelli avevano la ROM da 8 KB con il Color BASIC mentre in seguito furono venduti solo con 16 KB di ROM con l'Extended Color BASIC. Il CoCo2 supportava ora anche le lettere minuscole. Il computer lavorava a 0,89 MHz e, mediante l'uso di POKE poteva essere impostato a 1,78 MHz, per permettere l'accesso diretto alla memoria alle periferiche esterne anche se la CPU doveva essere arrestata perché non poteva lavorare a questa frequenza senza un sistema di raffreddamento.
Durante la commercializzazione il nome sulla targhetta identificativa passò da "Radio Shack Color Computer" a Tandy Color Computer, ed i 3 rettangoli colorati assunsero l'aspetto di 3 bande inclinate. Il prezzo del modello da 16 KB al momento del lancio era di 239,95 dollari; un anno dopo, nel 1984, era sceso a 159,95. Al momento del ritiro dal commercio, nel 1986, il modello da 64 KB di RAM poteva essere acquistato per soli 99,95 dollari.

### Color Computer 3 (1986–1991)

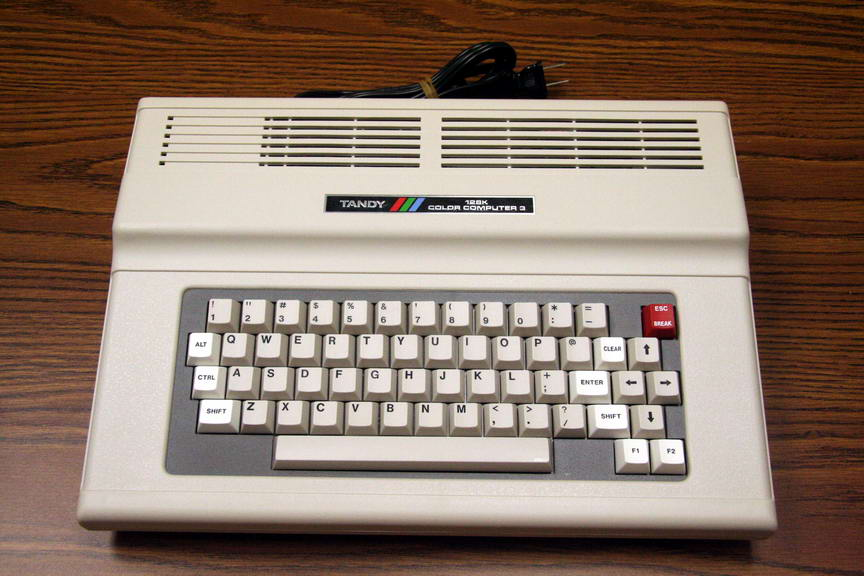
Il TRS-80 Color Computer 3 (1986).

Il 30 luglio 1986 fu presentato il TRS-80 Color Computer 3, che sostituiva il CoCo2, con un prezzo di vendita di 219,95 dollari. Rispetto al precedente modello il CoCo3 presentava diverse interessanti caratteristiche: la nuova versione della CPU, denominata 68B09E, poteva adesso lavorare anche a 1,79 MHz; la RAM era stata portata di serie a 128 KB; la ROM del computer (32 KB) conteneva di serie il Disk Extended Color BASIC 2.1; il nuovo chip grafico Motorola GIME (da Graphics Interrupt Memory Enhancement) poteva supportare nuove modalità grafiche ed un numero superiore di colori. Grazie al GIME il CoCo3 offriva anche un'uscita RGB.
Il processore era un modello capace di operare senza problemi anche a 1,79 MHz, velocità che doveva essere scelta via software perché per motivi di compatibilità il computer partiva di serie a 0,89 MHz. Essendo però una CPU ad 8 bit non poteva accedere direttamente a tutti i 128 KB di RAM disponibili sul computer se non ricorrendo al bank switching. La RAM era comunque espandibile fino a 512 KB. Il nuovo chip video non solo era compatibile con i modi grafici del 6847 dei precedenti modelli ma ne introduceva di nuovi: 320×225 a 16 colori e 640×225 a 4 colori (con 512 KB di RAM anche 640×450 interlacciati). La tavolozza era ora di 64 colori. Si vociferava anche che esistesse una modalità nascosta a 256 colori ma il progettista originale del chip in seguito smentì queste voci. In modalità testo il chip supportava uno schermo con fino ad 80 colonne.
La tastiera vedeva i tasti freccia riorganizzati a croce per facilitare lo spostamento del cursore e l'introduzione di nuovi tasti, come il tasto Ctrl, il tasto Alt ed i tasti F1 e F2.
Il BASIC integrato era il Disk Extended Color BASIC 2.1, una versione riveduta da una società software denominata Microware che aveva integrato nel linguaggio i comandi per supportare le nuove capacità grafiche del chip GIME. Per il computer fu rilasciata anche un'interfaccia denominata Multi-Pak: si trattava di un connettore da collegare alla porta di espansione del computer che permetteva di collegare fino a 4 unità fra Program Pak, interfacce per dischi rigidi esterni ed altre periferiche.
Il 26 ottobre 1990 il CoCo3 fu ufficialmente tolto dal commercio, scomparendo dai listini di Tandy ad inizio 1991. Il mercato si era ormai spostato verso i sistemi x86 per il settore dei PC ed i sistemi 68000 per il settore degli home computer, come l'Amiga, l'Atari ST ed i Macintosh, relegando fuori dai giochi le CPU ad 8 bit come il 6809 del Color Computer.

## Software

### BASIC
Il BASIC integrato nei computer era stato sviluppato dalla Microsoft, che lo aveva derivato dal suo Microsoft BASIC. Tandy lo aveva poi ridenominato Color BASIC (CB) per richiamare la gestione dei colori nel nome. Di questo linguaggio esisteva una versione estesa denominato Extended Color BASIC (ECB), capace di offrire più comandi per la gestione della grafica, che necessitava però di un chip ROM da 16 KB, che fu integrato in alcuni dei modelli successivi. L'ultima versione disponibile era denominata Disk Extended Color BASIC (DECB), in pratica un ECB con l'aggiunta dei comandi per la gestione dei dischi. Essendo derivati tutti dal Microsoft BASIC, questi dialetti mantenevano la compatibilità con esso e, di conseguenza, con il BASIC presente sui computer IBM, anch'esso sempre di Microsoft. Altri BASIC di altri computer, come ad esempio il Commodore BASIC, non erano invece compatibili con il Microsoft BASIC. Il copyright della Microsoft è presente nella ROM del CB ma non compare a video: accendendo un CoCo con il CB integrato appare solo il copyright di Tandy. Con l'ECB ed il DECB appare invece anche il nome Microsoft.
Il DECB 2.1 che fu integrato nel CoCo3 fu modificato da Microware, la società che aveva realizzato l'OS-9, per supportare le nuove modalità grafiche del computer.

### OS-9
Il sistema operativo contenuto nei CoCo era essenzialmente basato sullo stesso BASIC integrato, che gestiva l'input dell'utente e l'accesso alle componenti hardware della macchina. Tandy non aveva neanche fatto molti sforzi per migliorare la situazione con il suo Disk Extended Color BASIC, rilasciato insieme alla sua unità a dischi, che permetteva un semplice accesso ai dischi. La CPU 6809 usata sul CoCo era però una CPU per l'epoca molto performante, e Microware nel 1979 avviò lo sviluppo di un vero sistema operativo per il 6809, che fu pubblicato nel 1980 come OS-9. La prima versione dell'OS-9 supportava solo fino a 64 KB di memoria mentre la versione successiva, denominata Level II supportava fino a 2 MB di RAM. L'OS-9 Level I fu utilizzato come sistema operativo sia sui CoCo1 che sui CoCo2 mentre l'OS-9 Level II fu molto diffuso sui CoCo3.

## Derivati e cloni
Diversi cloni del Color Computer furono prodotti. Uno dei più noti fu il Dragon 32, prodotto nel 1982 dalla gallese Dragon Data. Si trattava di un computer basato sul CoCo1 con 32 KB di RAM e con la ROM contenente l'Extended Color BASIC. La compatibilità era molto buona, dichiarata al 98%, anche se alcune chiamate dirette alla ROM non funzionavano. Due anni più tardi fu rilasciato il Dragon 64, essenzialmente la stessa macchina ma con 64 KB di RAM e con una porta RS-232. Questo computer fu venduto anche negli Stati Uniti d'America come Tano Dragon, importato dall'omonima società. Il suo prezzo di vendita era di 399 dollari.
Il Prológica CP-400 era un clone prodotto dalla brasiliana Prológica. Si trattava di un computer compatibile con il CoCo2 stranamente alloggiato in un case che era del tutto identico a quello del Timex Sinclair 2068. Il CP-400 fu realizzato con 16 oppure 64 KB di RAM. Le prime versioni del computer soffrirono di problemi di alimentazione/surriscaldamento che portavano spesso a problemi di corruzione dei dati in RAM: per questo motivo il computer fu rivisto e rimesso in commercio come "model II", con 64 KB di RAM ed una tastiera pseudo-meccanica al posto di quella del primo modello, con tasti in gomma.
Il Codimex CD-6809 era un altro clone brasiliano del Color Computer, messo in commercio dopo il successo del Prológica CP-400. Sempre brasiliano era l'LZ Color64, del 1983.

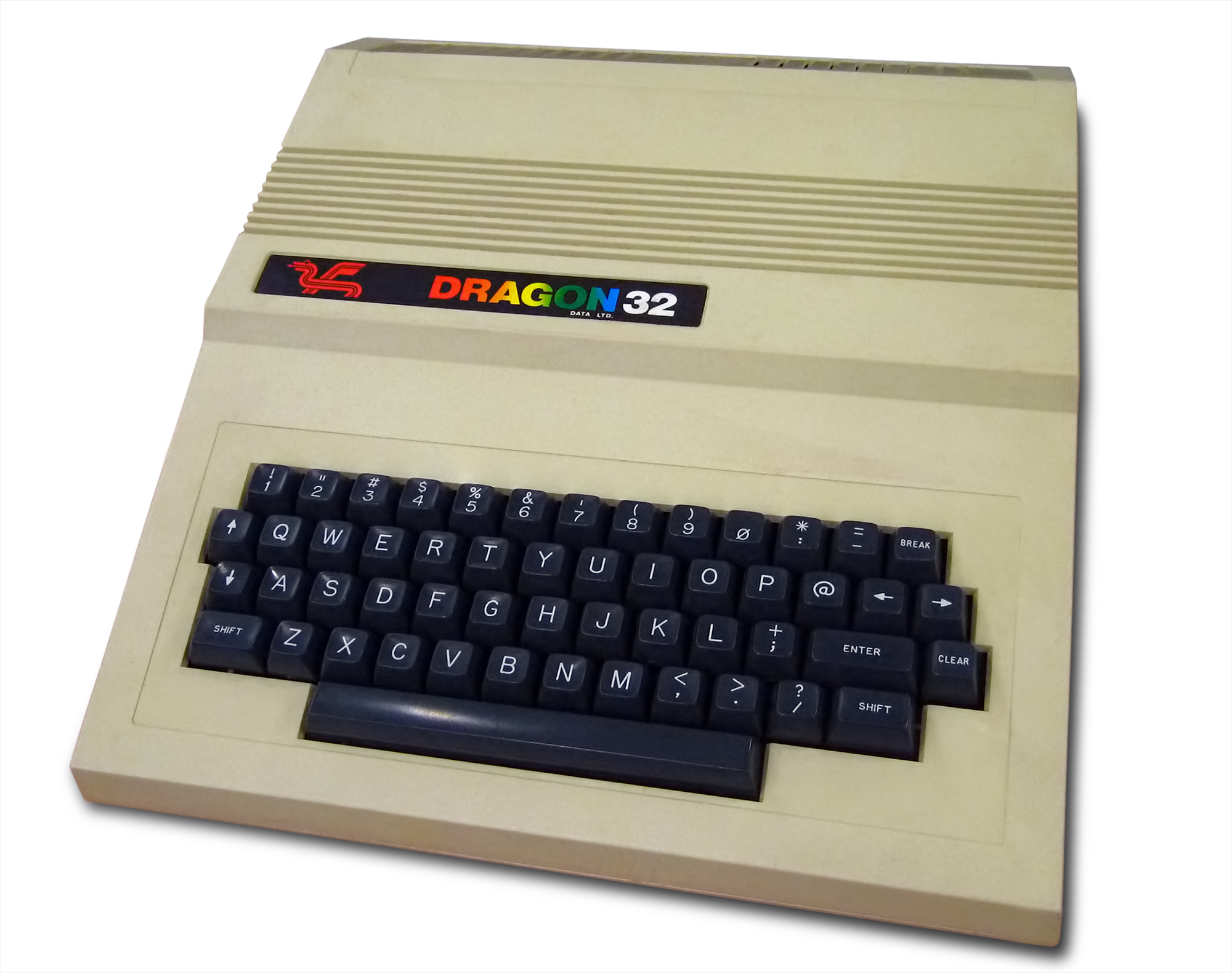
Dragon 32
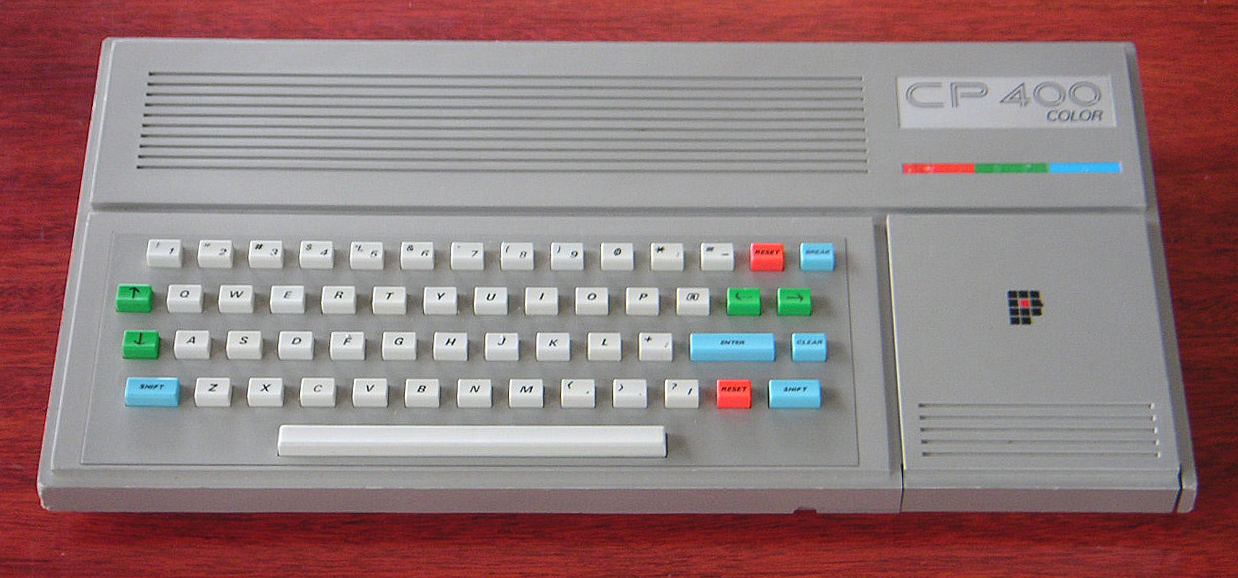
Prológica CP400 model I
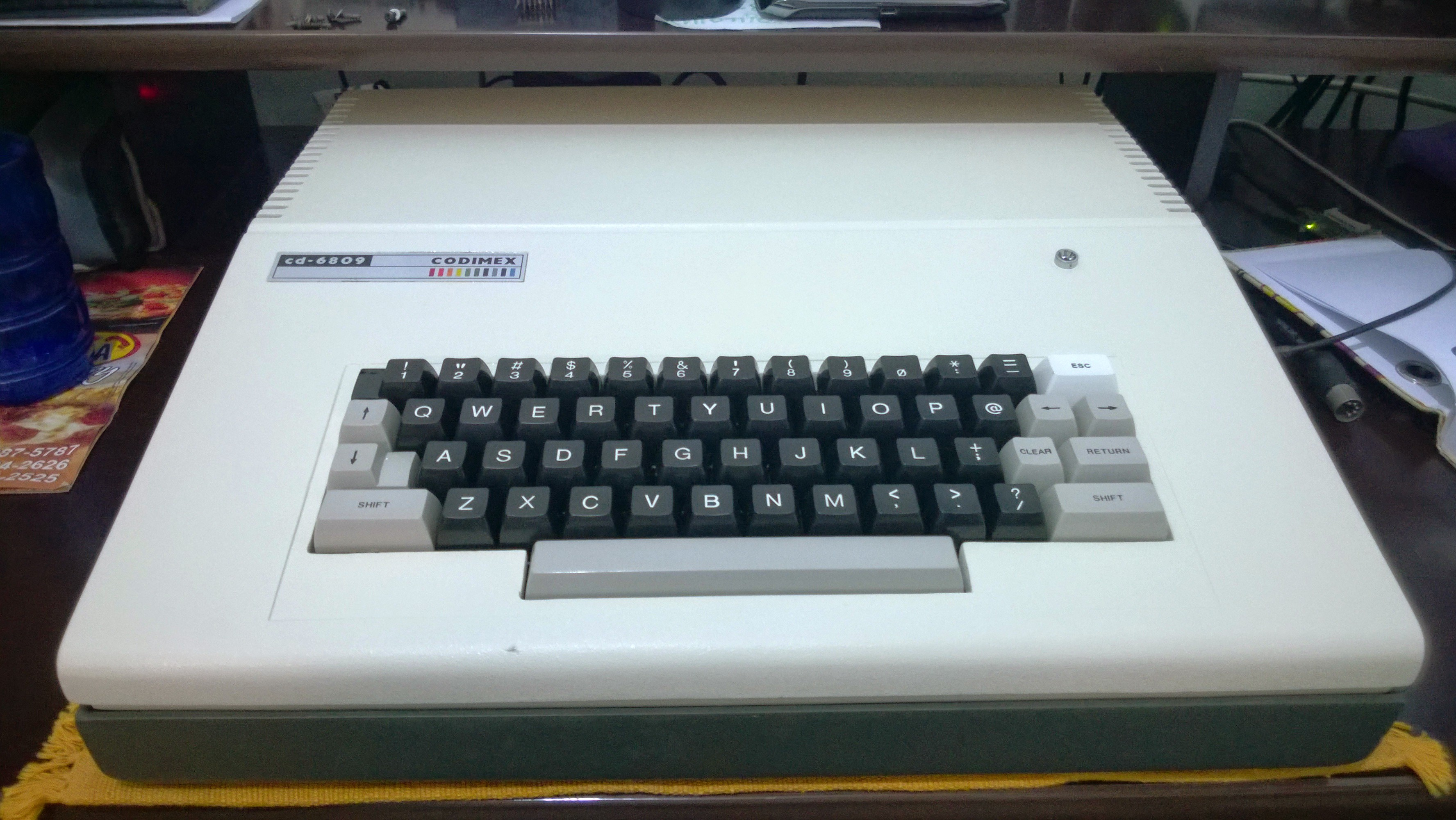
Codimex CD-6809
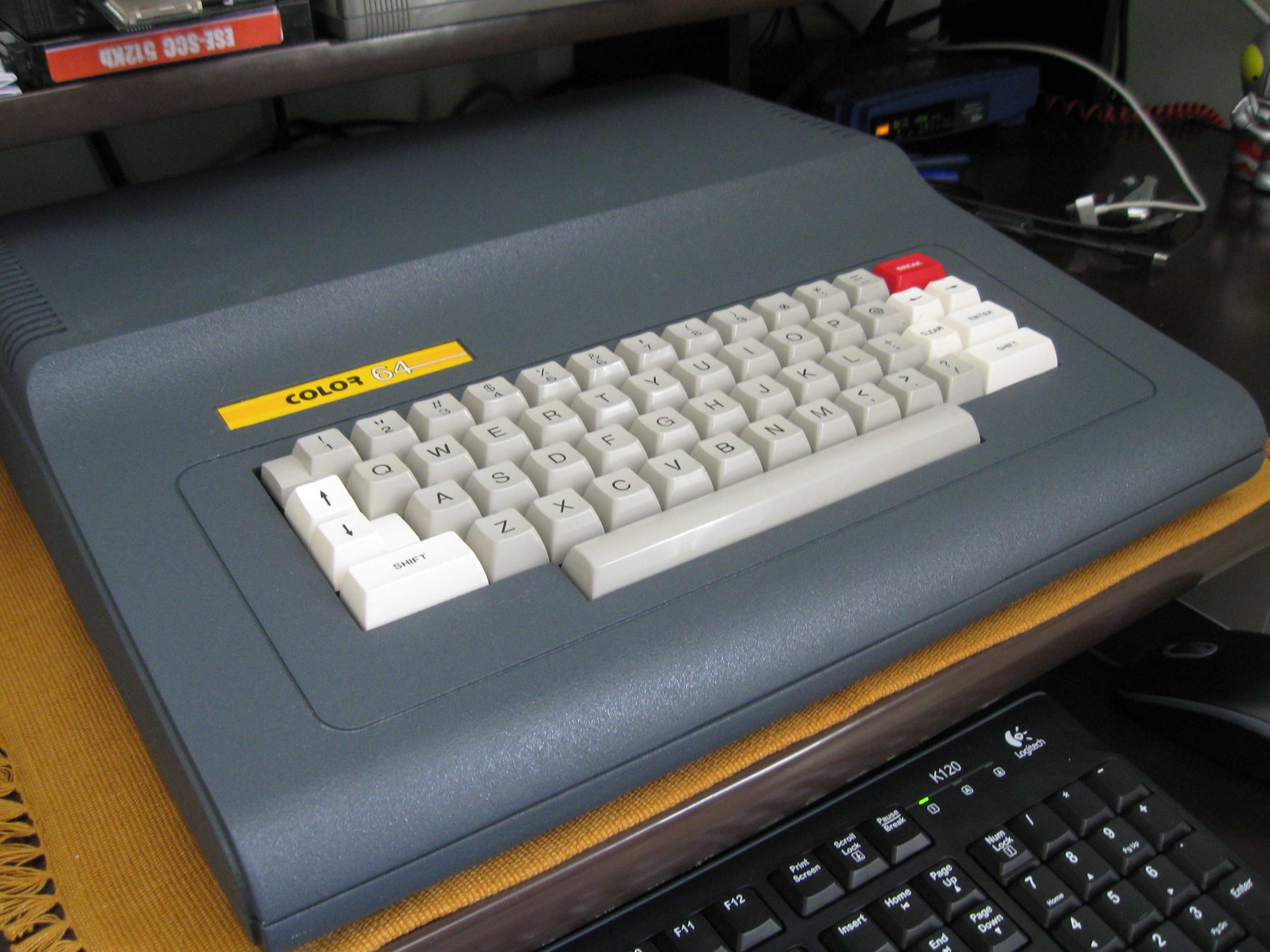
LZ Color64

### TRS-80 MC-10

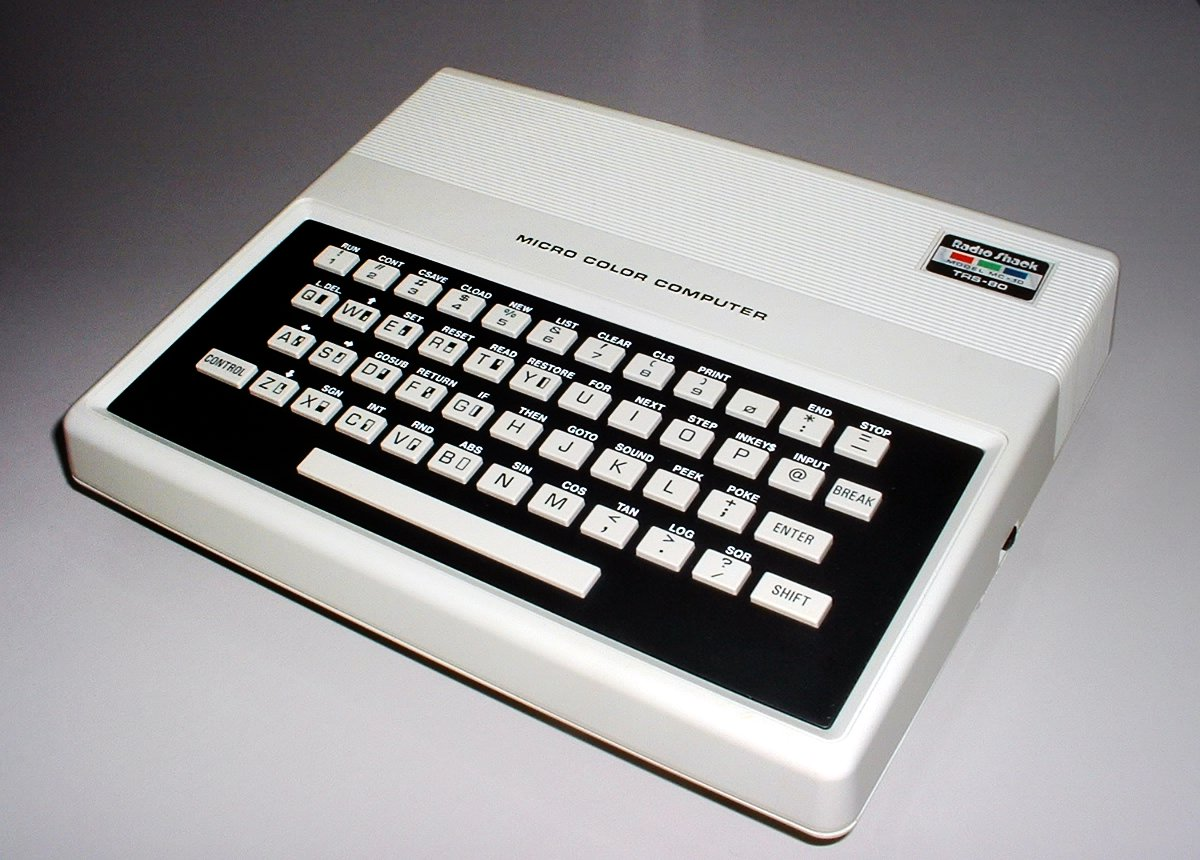
TRS-80 MC-10

Alla fine del 1983 fu messa in vendita una variante a basso costo del CoCo1, il TRS-80 MC-10 (MC stava per "Micro Color"). Rispetto al modello da cui deriva, l'MC-10 è basato sul Motorola 6803 ed integra solo 4 KB di RAM, espandibili a 20 con una cartuccia da inserire nella porta di espansione. Il chip video è lo stesso VDC per cui le capacità grafiche sono identiche a quelle del CoCo1. Fu prodotto per competere tra i computer di fascia bassa, tra cui il Commodore VIC-20 ed il Timex Sinclair 1000, la versione americana del Sinclair ZX81. Era commercializzato a 120 dollari ed era più costoso del Timex ma superava questo computer in ogni altro aspetto: era capace di generare grafica a colori, era dotato di capacità sonore, aveva una tastiera migliore ed era dotato di più memoria.
Nonostante le discrete caratteristiche tecniche l'MC-10 non ebbe molta fortuna, non riuscendo a ripetere il successo del computer da cui derivava. I limiti erano principalmente la poca memoria a disposizione, le ridotte capacità grafiche (fu messo in commercio dopo il CoCo2 ma la grafica era equivalente a quella del CoCo1) e la tastiera, che risultava scomoda per la digitazione, costringendo gli utenti a comprarne una esterna da collegare al computer. Fu tolto dal commercio dopo appena un anno.